# Bogdan Korczowski
Bogdan Korczowski (ur. 1954 w Krakowie) – polski malarz, performer. 
Według opracowania Zaporowicza, Korczowski miał w młodości dostęp do licznych książek i katalogów artystycznych w domu i w magazynie krakowskiej księgarni „Dom Książki”, w której pracował jego ojciec; spędzał tam czas, czytając i oglądając publikacje. Od ok. 1969/70 miał kontakt z krakowskim środowiskiem Tadeusza Kantora. W latach 1973–1978 studiował na Akademii Sztuk Pięknych w Krakowie w pracowni profesora Włodzimierza Kunza. Eksperymentował z łączeniem tradycyjnych technik malarskich i graficznych z niekonwencjonalnymi materiałami i światłami; realizował także performance, uczestniczył w festiwalach oraz wystawach indywidualnych i zbiorowych. Po ukończeniu studiów od lat 80. zamieszkał we Francji. Studiował w École nationale superieure des beaux-arts w pracowni Abrahama Hadada. Spędził część okresu 1986–1995 w Nowym Jorku, m.in. dzięki stypendium Fundacji Pollock-Krasner. W 1985 jego prace zaprezentowano dzięki Izabelli Gustowskiej w galerii „ON” w Poznaniu, a w 1989 w Zachęcie w Warszawie.